# لاسکی وووشچیانگسکیه
لاسکی وووشچیانگسکیه (به لاتین: Laski Włościańskie) یک روستا در لهستان است که در گمینا چروین واقع شده‌است.